# Devotie
Devotie is de toewijding aan een hogere macht of waarheid. Meestal verwijst het naar de conventies die door de verschillende religies of haar volgelingen als belangrijk ervaren worden. Het kan echter ook verwijzen naar de toewijding aan de essentie van een religie, iets waar de conventies soms slechts symbool voor staan.
In de Rooms-Katholieke Kerk kan devotie ook de term zijn voor de verering van een specifieke heilige, zoals de Maria-devotie. Voorafgaand aan een viering wenst men elkaar soms veel devotie.
De Moderne Devotie is een beweging voor verinnerlijking van het geestelijk leven en hervorming van de kerk, begonnen in de 14e eeuw door diaken Geert Grote in Deventer. Door het werk van Thomas a Kempis is de term Devotio Moderna ingeburgerd en wordt in de literatuur steevast met twee hoofdletters geschreven. Aanhangers van deze beweging worden Devoten genoemd, of het nu kloosterlingen en priesters zijn, of leken als de Zwolse schoolmeester Johannes Cele.